# 安倍息道
安倍 息道（あべ の おきみち）は、奈良時代の貴族。氏は阿倍、名は奥道とも記される。官位は従四位下・但馬守。

## 経歴
淳仁朝の天平宝字6年（762年）従五位下・若狭守に叙任され、翌天平宝字7年（763年）大和介に転じる。
天平宝字8年（764年）に発生した藤原仲麻呂の乱では、孝謙上皇側に付いて一挙に3階昇進して正五位上に叙せられ、乱後に摂津大夫に栄転する。翌天平神護元年（765年）に乱での功労により勲六等の叙勲を受ける。称徳朝では左衛士督・中務大輔を務める傍ら、天平神護2年（766年）には従四位下に昇叙された。しかしその後、何らかの理由により罰せられ、官位剥奪の上で阿倍朝臣から息部（無姓）に改姓させられている。
光仁朝に入ると罪を赦されて、宝亀2年（771年）従四位下・内蔵頭に叙任され、翌宝亀3年（772年）には本姓の阿倍朝臣に復している。宝亀5年（774年）3月4日卒去。最終官位は但馬守従四位下。
大伴旅人の邸宅で詠んだ和歌作品1首が『万葉集』に採録されている。

## 官歴
『六国史』に基づく。
- 天平宝字6年（762年） 正月4日：従五位下。正月9日：若狭守
- 天平宝字7年（763年） 正月9日：大和介
- 天平宝字8年（764年） 9月13日：正五位上（越階）。10月9日：摂津大夫
- 天平神護元年（765年） 正月7日：勲六等。2月8日：左衛士督
- 天平神護2年（766年） 11月5日：従四位下
- 天平神護3年（767年） 3月20日：中務大輔
- 神護景雲2年（768年） 11月13日：左兵衛督
- 時期不詳：官位剥奪。息部に改姓
- 宝亀2年（771年） 閏3月28日：従四位下。9月16日：内蔵頭
- 宝亀3年（772年） 4月20日：但馬守。8月16日：阿倍朝臣に改姓
- 宝亀5年（774年） 3月4日：卒去（但馬守従四位下）